# سكوت ل. ثويل
سكوت ل. ثويل (بالإنجليزية: Scott L. Thoele)‏ عميد في الحرس الوطني الأمريكي وهو حاليا نائب القائد العام للحرس الوطني للجيش في مركز الأسلحة المشتركة للجيش الأمريكي في فورت ليفينوورث.
خدم مع الفرقة 82 المحمولة جوا ومجموعة القوات الخاصة الثانية عشر وخلال تلك الفترة تم نشره للعمل في حرب الخليج الثانية. من 2005 إلى 2006 خدم في حرب العراق. في وقت لاحق خدم في حرب أفغانستان من 2008 حتى 2009.